# Eucera collaris
Eucera collaris är en biart som beskrevs av Dours 1873. Eucera collaris ingår i släktet långhornsbin, och familjen långtungebin. Inga underarter finns listade i Catalogue of Life.